# Carlton Television
 (mars 2020).
Si vous disposez d'ouvrages ou d'articles de référence ou si vous connaissez des sites web de qualité traitant du thème abordé ici, merci de compléter l'article en donnant les références utiles à sa vérifiabilité et en les liant à la section « Notes et références ».
Carlton Television était une chaîne de télévision diffusée sur le réseau ITV dans la région de Londres à partir du 1er janvier 1993 jusqu'au 25 octobre 2002 et dans les Midlands et l'Angleterre du Sud-Ouest du 6 septembre 1999 au 27 octobre 2002.

## Historique
Autorisée en 1991 comme franchise pour Londres, la chaîne Carlton a été créée le 1er janvier 1993 en remplacement de Thames Television dont la licence expirait le 31 décembre 1992. 
Tout comme son prédécesseur Thames, la chaîne Carlton diffusait en canal partagé avec LWT; Carlton diffusait ainsi en semaine du lundi 6h00 au vendredi 17h15 et LWT le week-end du vendredi 17h15 au lundi 6h00.
Le 6 septembre 1999, les chaînes Central et Westcountry, à la suite de leur rachat par Carlton au cours des années 90, abandonnent leur dénomination individuelle pour adopter celui de Carlton à l'antenne (bien que leur nom légal officielle demeurent être Carton Central et Carlton Westcountry respectivement). Carlton devient ainsi une chaîne interrégionale diffusée dans 3 régions (Londres, Midlands et Angleterre du Sud-Ouest) avec une grille de programmes unifiés, seule en diffèrent les actualités régionales pour chaque région. 
Le 28 octobre 2002, le groupe Carlton Communications et Granada décident de fusionner leurs chaînes régionales d'Angleterre et du Pays de Galles (soit la chaîne interrégionale Carlton avec les chaînes du groupe Granada) pour donner naissance à une unique chaîne ITV1 avec plusieurs déclinaisons régionales. Carlton est donc logiquement fusionné avec LWT dans ITV London tandis que les chaînes Central et Westcountry recouvrent de nouveau leur indépendance avec respectivement ITV Central et ITV Westcountry, ITV étant le nouveau nom de Carlton fusionné avec Granada.